# Berlin Chamissoplatz
Berlin Chamissoplatz ist ein Film von Rudolf Thome aus dem Jahr 1980. Die Uraufführung fand am 1. November 1980 bei den Hofer Filmtagen statt. Der Film erhielt 1982 den Gilde-Filmpreis in Silber von der Gilde deutscher Filmkunsttheater.
Der Film wurde in Berlin und Policoro (Italien) gedreht.

## Handlung
Der Film beginnt mit einem Schwenk über die Dächer von Berlin. Unten auf dem Chamissoplatz findet ein Straßenfest statt. Die Soziologiestudentin Anna Bach interviewt mit der Videokamera den Architekten Martin Berger, der für das Sanierungsprogramm für dieses Wohnviertel zuständig ist. Auf einer Versammlung der Gruppe, die sich für eine mieterfreundliche Sanierung starkmacht, führt Anna ihr Material vor. Ihr Freund Jörg ist einer der Sprecher der Mietergruppe. Um mehr Informationen über das Sanierungsprogramm zu erhalten, zum Beispiel, welche Häuser abgerissen werden sollen, geht Anna zu Martin ins Büro. Da er noch arbeiten muss, bittet er sie zu warten. Er will später mit ihr essen gehen. Im Restaurant verspricht er, ihr zu helfen und sich nach inoffiziellen Informationen umzuhören.
Nach einem Kneipenbesuch bringt Martin Anna mit dem Wagen nach Hause. Man spürt, dass die beiden sich trotz des großen Altersunterschieds – er ist 43, sie 24 – zueinander hingezogen fühlen. Auf einer Versammlung der Mietergruppe im Chamissoladen nimmt Jörg heimlich die Aussagen von Martin mit einem Tonband auf. Als Anna das später mitbekommt, kommt es zum Streit mit ihrem Freund. Sie trifft sich erneut in einer Kneipe mit Martin. Als sie nach Hause kommt, hat sie wieder einen Streit mit Jörg. Dieser geht und gibt ihr seinen Schlüssel für ihre Wohnung zurück. Martin kann unterdessen bei sich nicht einschlafen, er steigt in sein Auto und verbringt die Nacht vor ihrem Haus. Am nächsten Morgen besorgt er ein opulentes Frühstück. Als Anna das Haus verlässt, entdeckt sie ihn. Sie frühstücken im Bett und schlafen das erste Mal miteinander.
Anna und Martin verbringen viel Zeit zusammen. In einer Szene singt er an seinem Flügel ein Liebeslied für sie. Sie sind glücklich. Eines Nachts sprüht er mit roter Farbe „Anna ich liebe Dich“ an die Brandmauer, die sie von ihrem Bett aus sehen kann. Kurzfristig nimmt Martin sich frei und sie fahren ans Meer nach Italien. Im Sonnenaufgang kommen sie an. Am Strand sagt Anna ihm, dass sie schwanger ist. Sie glaubt aber nicht, dass das Kind von ihm ist. Beide sind unschlüssig, ob sie das Kind behalten soll.
Auf einem Anwohnerfest wird das Chamissoblatt, die Informationsbroschüre der Mietergruppe, verteilt. Martin entdeckt, dass seine Aussagen verfälscht und unter seinem Namen zitiert werden. Er schüttet Jörg, dem Autor des Artikels, einen Becher Rotwein ins Gesicht. Dann fährt er davon. Anna folgt ihm, aber er bleibt nicht stehen. Sie leiht sich ein Auto und fährt ihm hinterher.

## Hintergrund
Rudolf Thome über den Film: „Berlin Chamissoplatz ist in gewisser Hinsicht mein privatester und dann auch wieder mein unpersönlichster Film. Das hängt mit den Darstellern zusammen – Sabine Bach und Hanns Zischler. Zischler ist als Person so präsent geworden, hat sich selbst so sehr da hineingegeben, dass es dann nicht mehr nur um mich ging. Nachdem er das erste Drehbuch mit Anmerkungen wie ‚hahaha – bla, bla, bla|blablabla‘ versehen hatte, schrieb ich eine neue Fassung, in die ich seine Kritik mit aufgenommen habe. Das hat ihm dann gefallen, und das hat auch funktioniert – wir hatten Spaß zusammen. Es war für uns beide eine Herausforderung, miteinander zu arbeiten – auch später dann beim Drehen – wo jeder bereit war, alles zu geben. und das Schöne war, dass es mit Sabine Bach auch so funktioniert hat.“

## Kritik
„In seiner Aussage offener, ruhig und behutsam, mit leiser Ironie gestalteter Film, der die Versuche von Menschen, einen Traum von romantischer Liebe zu verwirklichen, beobachtet und beschreibt, ohne dabei den Blick für die Realität zu verstellen.“

„[…] dessen Qualitäten als schlichter Liebesfilm, stimmungsvoll verortet in seinem Milieu und seiner Zeit, sich so langsam wie sanft und unspektakulär erschließen.“

„‚Berlin Chamissoplatz‘ ist ein Film von einer zarten Radikalität. Er wendet sich ab von den Konventionen des Bedeutsamen. Er erzählt eine Geschichte, die man unzumutbar banal finden kann, aber er bewahrt in seinen Formen eine allseitige Sehnsucht, über die nur lächeln kann, wer sich schon aufgegeben hat.“

„Ich wage einen radikalen Satz: Berlin Chamissoplatz ist das erste Meisterwerk des deutschen Kinos der achtziger Jahre“

„So wie wir uns einst auf Video die Szene am Flügel wieder und wieder angesehen haben. Nur diese vier Minuten. Im Vertrauen darauf, dass jener Moment, der der Liebe Flügel verleiht, rechtfertigt, dass wir uns blind machen für die Schwerkräfte, die sie am Ende doch bezwingen. Das hat in jenem Jahrzehnt tatsächlich kein anderer deutscher Film geschafft.“